# Mountain Of Fire and Miracles Ministries
Mountain of Fire and Miracles Ministries (MFM) är ett pentekostalistiskt trossamfund, grundat 1989 av den nigerianske pastorn Daniel Kolawole Olukoya. Kyrkan påstod 2013 att de var "en av de snabbast växande kyrkorna [i världen] i denna generation". I Sverige hade MFM fyra församlingar 2016: två i Skåne och två i Stockholm.
I Nigeria rapporterades det 2016 om restriktioner som omgärdar bröllop som ingås i kyrkan, exempelvis är brudnäbbar förbjudna och brudklänningen ska godkännas i förväg av kyrkan. Året därpå anordnade kyrkan ett anti-gay event mitt emot Comic Con London. Olukoya menade att "bibeln refererar till homosexuella och lesbiska som hundar".